# Dieticiclidina
La dieticiclidina (abreviada PCDE), o también conocida como dietilfenilciclohexilamina, es una droga psicoactiva y una sustancia química de investigación de la clase química de las arilciclohexilaminas y relacionada estructuralmente con la fenciclidina (PCP) y la eticiclidina (PCE). Actúa como un antagonista del receptor NMDA pero tiene baja potencia y actúa principalmente como un profármaco para la producción de la eticiclidina.

## Farmacología
La dieticiclidina es un fármaco usado en investigaciones científicas, un tipo de inhibidor de la recaptación de dopamina que bloquea la acción del transportador de dopamina, lo que aumenta las concentraciones extracelulares de dopamina y por lo tanto, un aumento en la neurotransmisión dopaminérgica.
| Rasgo                              | Valor |
| ---------------------------------- | ----- |
| Número de aceptores de hidrógeno   | 1     |
| Número de donantes de hidrógeno    | 0     |
| Número de enlaces rotativos        | 4     |
| Coeficiente de partición ( ALogP ) | 4.3   |
| Solubilidad ( logS, log(mol/L))    | -4.7  |
| Superficie polar (PSA, Å 2)        | 3.2   |